# Yvonne Verbeeck
Yvonne Verbeeck (Rumst, 7 de diciembre de 1913 – Antwerp, 26 de febrero de 2012) fue un actriz belga conocida por sus papeles en el teatro y la televisión. Apareció en muchos films belgas. Su último papel fue en la serie de televisión de 2008, Zone Stad.
Verbeeck murió en su casa de Antwerp, donde vivía desde 2006 ala edad de los 98 años. Su funeral fue celebrado en la Catedral de Amberes.